# Jaroslav Kašpar
Jaroslav Kašpar, krycím jménem Pátý (23. prosince 1903, Stará Paka – 24. ledna 1995, Washington, D.C.), byl československý voják, příslušník Obrany národa a příslušník zahraničního protinacistického a protikomunistického odboje.

## Život

### Mládí
Narodil se 23. prosince 1903 ve Staré Pace. V roce 1921 odmaturoval na reálném gymnáziu v Nové Pace.

### Vojenská služba
Základní vojenskou službu nastoupil v Jičíně v září 1921, ale krátce nato byl odeslán do Vojenské akademie v Hranicích. Po jejím absolvování sloužil u dělostřelectva v Liberci a Josefově. Zároveň absolvoval dělostřelecký kurz v Olomouci a kurz dělostřeleckých leteckých pozorovatelů. V červnu 1927 byl převelen k 1. leteckému pluku v Praze a po absolvování leteckých kurzů přidělen k 38. letce 1. pluku. Absolvoval pilotní a stíhačské kurzy a po působení u 3. leteckého pluku v Bratislavě v letech 1934 až 1936 studoval Vysokou školu válečnou. Od roku 1936 do roku 1938 postupně velel několika oddělením 1. divize.

### Po okupaci
Po okupaci Čech a Moravy pracoval v administrativě protektorátní vlády a zároveň působil v řadách domácího odboje. V rámci Obrany národy spoluorganizoval útěky čs. letců do zahraničí a spolupracoval s vrcholnými představiteli ON.

### V exilu
Protektorát Čechy a Morava opustil 14. února 1940 a přes Slovensko a Maďarsko se dostal do Jugoslávie. V Bělehradě byl zatčen, ale odbojářům se ho podařilo po třech dnech z vězení vyreklamovat. Poté byl pověřen evakuací československých uprchlíků v Budapešti. Od října 1940 do dubna 1941 působil na čs. zpravodajské rezidentuře v Turecku a poté byl na návrh pplk. Svobody odeslán do SSSR a od srpna 1941 se stal náčelníkem štábu Československé vojenské mise v SSSR. V této funkci setrval rok, v letech 1942 až 1943 působil v Teheránu jako zástupce vojenského zmocněnce. Od října 1943 do srpna 1944 působil ve Velké Británii jako vojenský atašé u holandské exilové vlády a poté již jako mjr. gšt. jako vojenský přidělenec u různých spojeneckých jednotek. Závěr války strávil ve Štábu pro vybudování branné moci.

### Po válce
Do Československa se vrátil 27. října 1945. Byl ustaven náčelníkem štábu 1. letecké oblasti v Praze.
V dubnu 1948 znovu opustil Československo a odešel do SRN. V letech 1949 až 1955 působil ve Frankfurtu nad Mohanem jako velitel čs. vojenské zpravodajské skupiny a v letech 1955 až 1970 pracoval ve Washingtonu v oblasti leteckého zpravodajství.
Začátkem 90. let 20. století byl v rehabilitován. V roce 1993 byl povýšen do hodnosti generálmajora.
Zemřel 24. ledna 1995 ve Washingtonu v USA.

## Vyznamenání
- 1942 – Pochvalné uznání velitele ČsVM v SSSR
- 1944 – Pochvalné uznání I. stupně MNO
- 1944 –  Pamětní medaile československé armády v zahraničí se štítky Francie a Velká Británie
- 1945 –  Československá medaile za zásluhy
- 1945 –  Československý válečný kříž 1939
- 1945 –  Československá medaile Za chrabrost před nepřítelem
- 1998 –  Řád Milana Rastislava Štefánika III. třídy[2]
- 1998 -  Řád Tomáše Garrigua Masaryka 3. třídy in memoriam